# Automobiles Rally

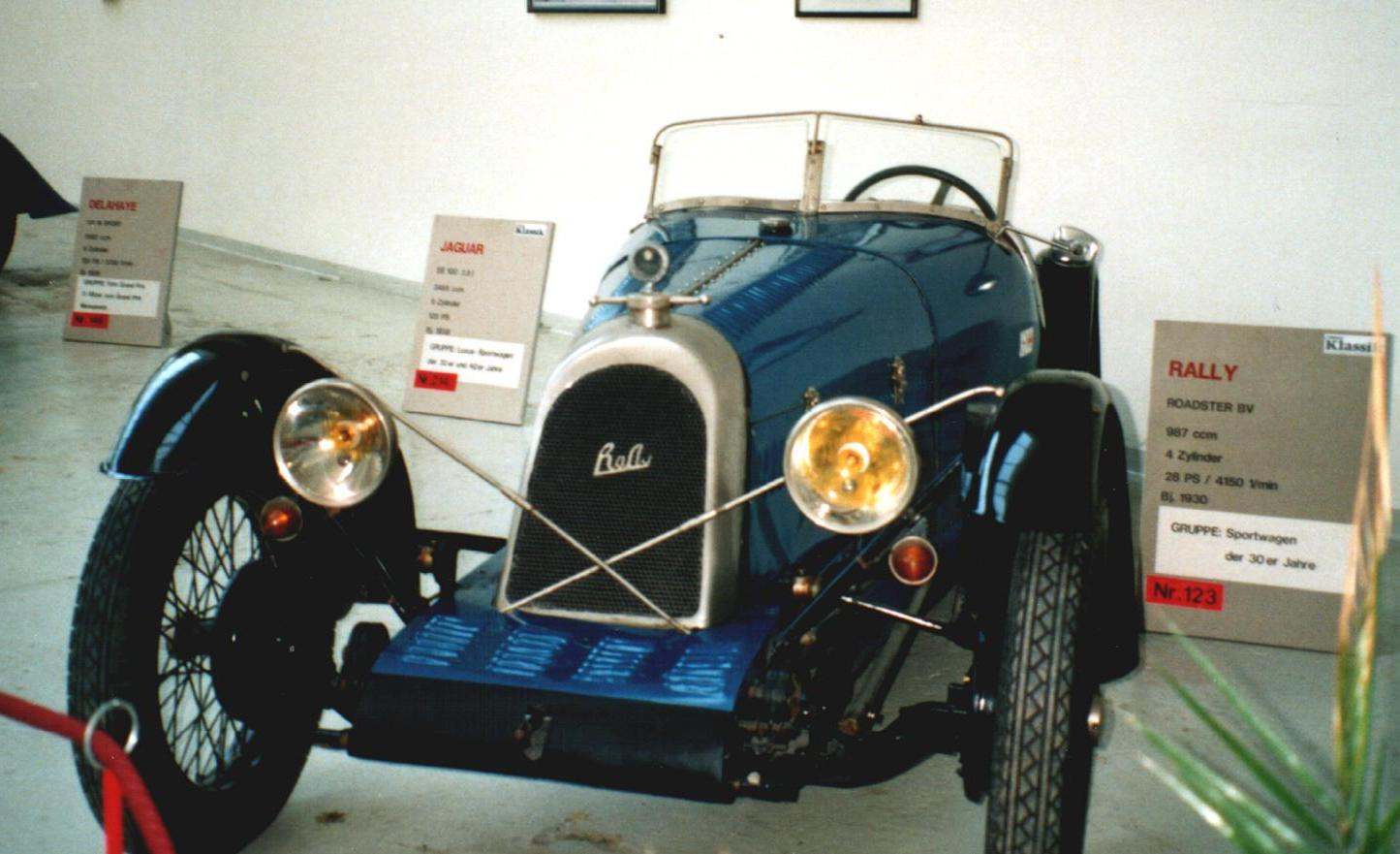
Rally von 1930

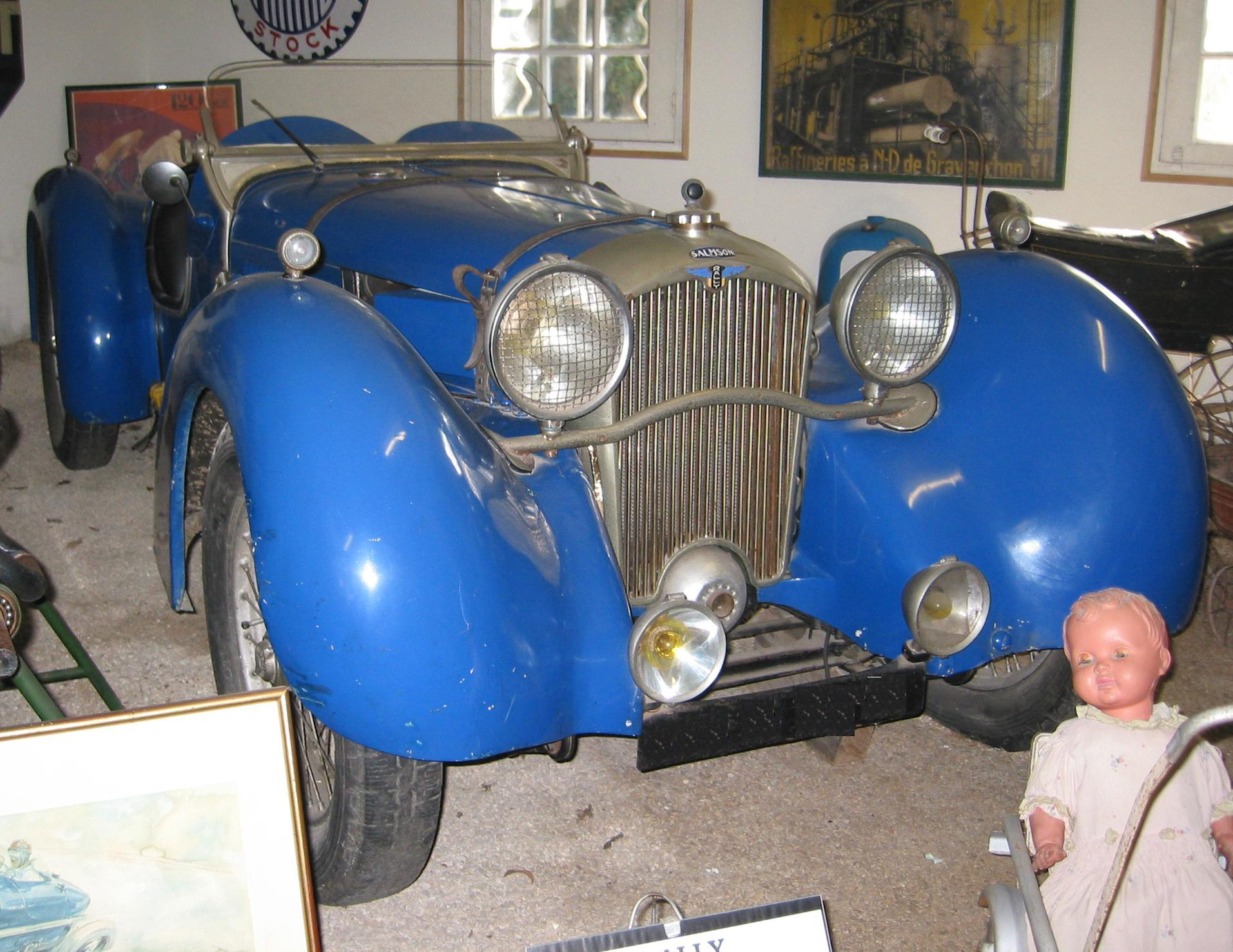
Rally von 1931

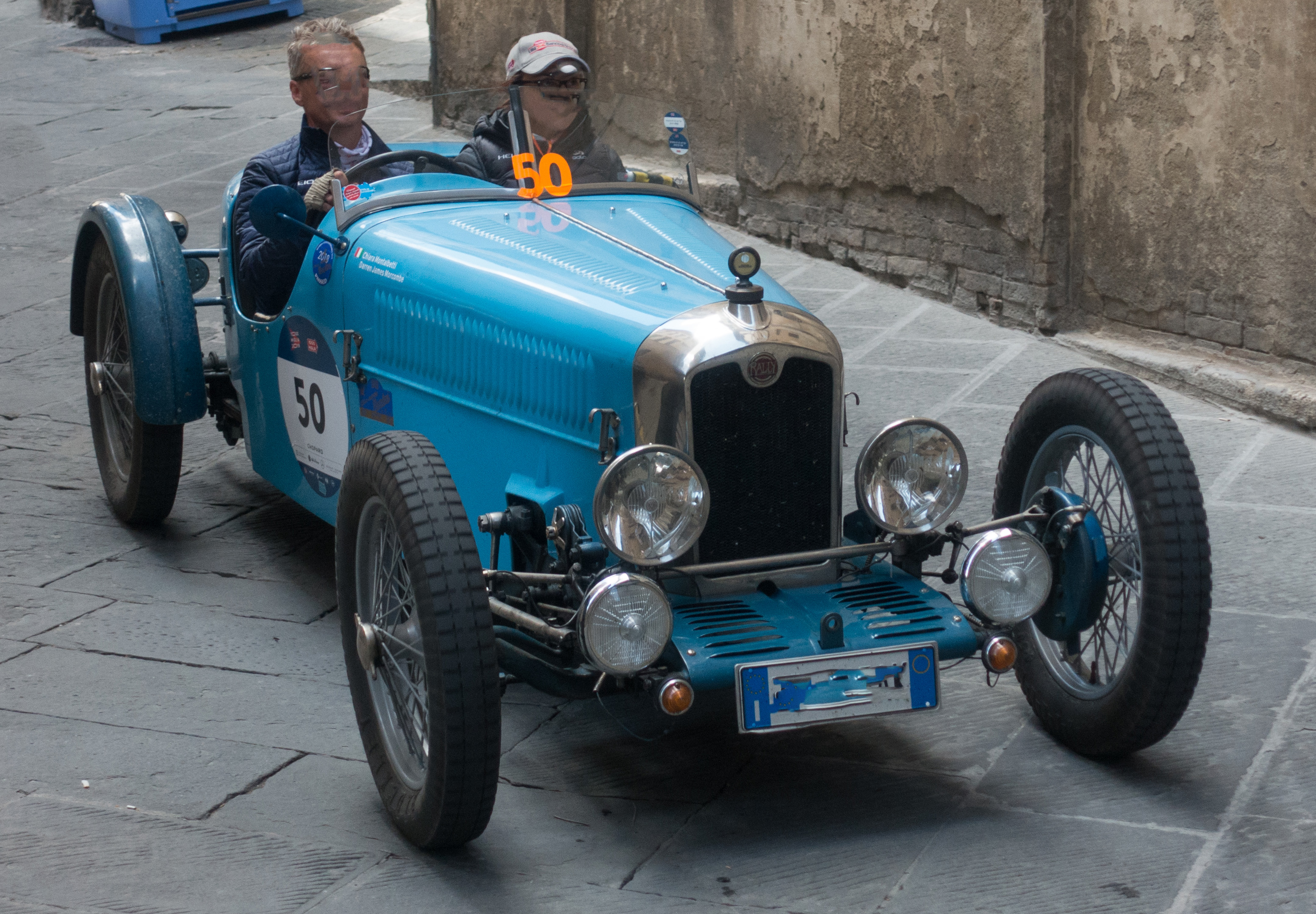
Rally Gran Sport (1928)

Automobiles Rally war ein französischer Hersteller von Automobilen.

## Unternehmensgeschichte
Ein Herr Rotschild gründete 1921 das Unternehmen in Colombes zur Produktion von Automobilen. Der Markenname lautete Rally. 1933 endete die Produktion, die auf hochwertige Fahrzeuge sportlichen Charakters spezialisierte Firma überlebte die Weltwirtschaftskrise nicht.
Für die ersten Jahre sind jährlich gebaute Stückzahlen überliefert: 1921 sollen es 136 Stück gewesen sein, 200 Stück 1922, 234 Stück 1923, 320 Stück 1924. 1925 wird die Zahl der gebauten Autos mit 100 beziffert. Hieraus ist zu schließen, dass nach Ende des Cyclecar-Booms die Produktion stark abfiel.

## Fahrzeuge
Folgende Fahrzeugtypen sind bekannt:
- Cyclecar: Gebaut ab 1921 bis 1923. Radstand 2,20 m. Motor und Getriebe stammten zunächst aus Motorrädern, die die US-Amerikaner nach Ende des Ersten Weltkrieges in Frankreich zurückgelassen hatten, bevorzugt von Harley-Davidson (Zweizylinder-V-Motor, Bohrung 3 5/16 Zoll, Hub 3,5 Zoll, 989 cm³ Hubraum), aber auch von anderen, beispielsweise Indian[5]. Nach Aufbrauchen dieser Teile -also ab etwa 1922- wurden Vierzylindermotoren von Chapuis-Dornier (898 cm³ Hubraum, 58 × 85 mm Bohrung × Hub) verwendet.
- BV 7CV: Gebaut von 1923 bis 1928, meistgebauter Typ der Firma Rally: Radstand 2,20 m oder 2,30 m, Vierzylindermotor von CIME mit 1099 cm³ Hubraum, 62 × 91 mm Bohrung × Hub, 32 PS. 1924 kostete das Fahrgestell (ohne Karosserie) 10.350 Französische Franc. Es gab als Aufbauten Torpedo Sport, Grand Sport und Grand Tourisme.[6] Ab 1925 wurde der Wagen mit den Radständen 2,20 m und 2,50 m angeboten, der Preis betrug 17.950 Franc für ein viersitziges Torpedo und 24.800 Franc für eine Limousine[7]. Der Preis war für das Chassis 1926 auf 21.500 Franc, der für das Torpedo Grand Sport. auf 25.500 Franc inflationsbedingt gestiegen.
- PPR 8/10CV: gebaut von 1925 bis 1926: Radstand 2,80 m, Vierzylindermotor von CIME mit 1203 cm³ Hubraum, 64 × 93,5 mm Bohrung × Hub, 35 PS. 1924 kostete das Fahrgestell (ohne Karosserie) 23.500 Französische Franc, als Torpedo 29.900 Franc[8].
- Grand Sport: 1926 auf dem Pariser Automobilsalon präsentiert, mit einem Motor von Chapuis-Dornier mit rund 1100 cm³ Hubraum und Kompressor. Er leistete etwa 70 PS. Damit war eine Höchstgeschwindigkeit von annähernd 180 km/h angegeben. Ab 1927 entstanden etwa 14 bis 16 dieser Fahrzeuge. 1928 kostete ein Grand Sport 42.900 Französische Franc.
- Achtzylinder-Rennwagen: 1927 wurde auch ein Modell mit einem kleinen Achtzylindermotor und 1500 cm³ Hubraum vorgestellt, der sinnvollerweise eigentlich nur als Rennwagen verwendet werden konnte. Es blieb bei einem Prototyp[9].
- ABC 6CV: Er löste 1928 den BV 7CV in der Produktion ab. Gebaut von 1928 bis 1930: Radstand 2,50 m, Vierzylindermotor von S.C.A.P. mit 1085 cm³ Hubraum, 63 × 87 mm Bohrung × Hub. Er konnte mit einem Kompressor ausgerüstet werden was ihm zu einer Höchstgeschwindigkeit von 150 km/h verhalf[10]. 1930 kostete das Fahrgestell (ohne Karosserie) 26.800 Französische Franc, mit Karosserie je nach Aufbau bis zu 38.900 Franc[11].
- N, NC, NCP (7CV): Er löste 1931 den ABC 6CV in der Produktion ab. gebaut von 1931 bis 1932. Der Radstand betrug 2,40 m, für den Typ N 2,75 m. Ab jetzt fanden Motoren von Salmson Verwendung: Vier Zylinder, 1301 cm³ Hubraum, 65 × 98 mm Bohrung × Hub. Höchstgeschwindigkeit des Typs N 115 km/h, des Typs NC 130 km/h, des Typs NCP 140 km/h.[12].Kosten etwa 30.000 Franc oder mehr, je nach Ausführung[13].
- 8CV: Die Typen N, NC und NCP erhielten 1933 -also im letzten Jahr des Bestehens der Firma- einen stärkeren Salmson-Motor mit jetzt 1465 cm³ Hubraum, 69 × 98 mm Bohrung × Hub[14].

Ein Exemplar dieser Marke befindet sich im Automobilmuseum Aspang in Aspang-Markt in Niederösterreich, ein weiteres Fahrzeug ist im Automuseum Oldtimer in Reninge in Belgien zu besichtigen. Angeblich existieren noch drei Rally Grand Sport, davon einer in der Schweiz.